# Love on Top
"Love on Top" là một bài hát của nữ ca sĩ Hoa Kỳ Beyoncé cho album phòng thu thứ tư của cô 4 (2011). Beyoncé đã viết bài hát cùng với Terius Nash và Shea Taylor; phần sản xuất cho bài hát đã được giao cho Taylor và Beyoncé. Ảnh hưởng từ âm nhạc cuối năm 1980 và R&B, bài hát đi theo phong cách hiện thực tương tự như nhạc của Stevie Wonder, Whitney Houston và The Jackson 5. Bài hát nói về một người đàn ông mà cô luôn luôn có thể gọi điện đến, ngay cả sau khi phải đối mặt với nỗi đau và công việc khó khăn, cuối cùng cũng kiếm được tình yêu và sự tôn trọng cho mình.

## Xếp hạng
| Bảng xếp hạng (2011–12)                 | Vị trí cao nhất |
| --------------------------------------- | --------------- |
| Australian Singles Chart                | 20              |
| Australian Urban Singles Chart          | 4               |
| Belgian Tip Chart (Flanders)            | 3               |
| Belgian Tip Chart (Wallonia)            | 2               |
| Brazilian Hot 100 Airplay               | 74              |
| Canadian Hot 100                        | 65              |
| Dutch Top 40                            | 23              |
| French Singles Chart                    | 83              |
| Hungarian Singles Chart                 | 3               |
| Irish Singles Chart                     | 21              |
| Italian Singles Chart                   | 18              |
| Japan Hot 100                           | 85              |
| Mexico Singles Chart                    | 34              |
| New Zealand Singles Chart               | 14              |
| Slovak Airplay Chart                    | 38              |
| South Africa Airplay Chart              | 8               |
| South Korea International Singles Chart | 3               |
| UK Singles Chart                        | 13              |
| UK R&B Chart                            | 6               |
| Hoa Kỳ Billboard Hot 100                | 20              |
| Hoa Kỳ Hot R&B/Hip-Hop Songs            | 1               |
| Hoa Kỳ Hot Dance Club Songs             | 1               |
| Hoa Kỳ Rhythmic Top 40                  | 23              |

| Bảng xếp hạng (2011)              | Vị trí |
| --------------------------------- | ------ |
| Australia Singles Chart           | 98     |
| Australia Urban Singles Chart     | 37     |
| Hàn Quốc Gaon International Chart | 45     |
| UK Singles Chart                  | 182    |
| Bảng xếp hạng (2012)              | Vị trí |
| Hàn Quốc Gaon International Chart | 81     |
| UK Singles Chart                  | 129    |
| Hoa Kỳ Hot R&B/Hip-Hop Songs      | 1      |
| Bảng xếp hạng (2013)              | Vị trí |
| Hàn Quốc Gaon International Chart | 58     |

## Chứng nhận
| Quốc gia                                                                           | Chứng nhận  | Số đơn vị/doanh số chứng nhận |
| ---------------------------------------------------------------------------------- | ----------- | ----------------------------- |
| Úc (ARIA)                                                                          | 2× Bạch kim | 140.000^                      |
| Ý (FIMI)                                                                           | Vàng        | 15.000*                       |
| Anh Quốc (BPI)                                                                     | Vàng        | 400.000‡                      |
| Hoa Kỳ (RIAA)                                                                      | Bạch kim    | 1,000,000                     |
| Streaming                                                                          |             |                               |
| Đan Mạch (IFPI Đan Mạch)                                                           | Vàng        | 900,000^                      |
| * Chứng nhận dựa theo doanh số tiêu thụ. ^ Chứng nhận dựa theo doanh số nhập hàng. |             |                               |